# Lord Mayor's Day

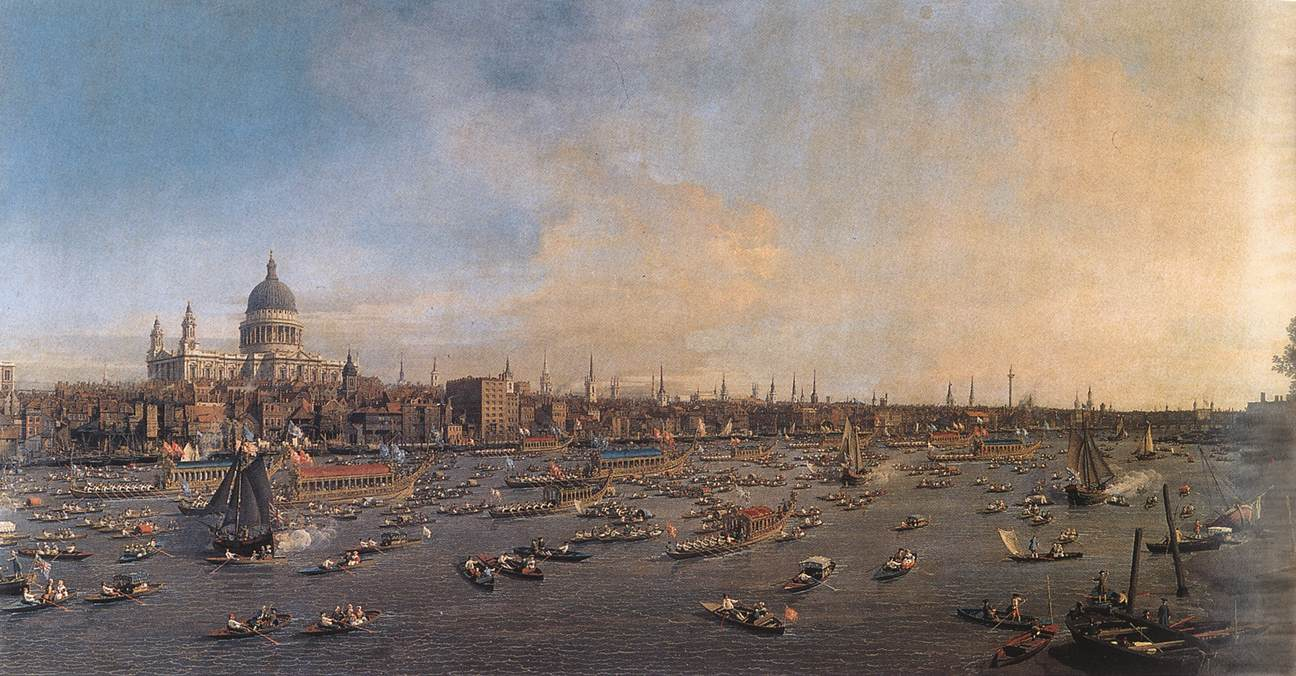
Parata del Lord Mayor's Day sul Tamigi, dipinta da Canaletto.

Lord Mayor's Day è, in Inghilterra,  il giorno segnato da una parata (il Lord Mayor's Show) in onore al Lord Sindaco di Londra, poi chiamata "The Presentation of the Lord Mayor at The Royal Courts of Justice". Dal 1751 al 1959, il giorno dedicato al Lord Sindaco era il 9 novembre. Dal 1960, si tiene il secondo sabato di novembre.
La prima di queste festività si tenne nel 1215. Ebbe origine con la stipulazione di uno statuto concesso da re Giovanni alla città di Londra nel quale il re permise alla City di scegliere il suo Lord Sindaco, con la condizione che il re fosse informato della sua identità. Il nuovo incaricato dell'ufficio venne quindi "presentato" durante la parata alla Royal Courts of Justice, nella città di Westminster, dove il Lord Sindaco giurò fedeltà alla corona. La folla di cittadini che accompagnarono il Lord Sindaco, montato a cavallo, fino a Westminster si sviluppò in una parata annuale, che ad ogni stagione divenne sempre più elaborata.
Fino al XIV secolo, il Lord Sindaco si trasferiva a Westminster a piedi o a cavallo, ma nel 1453 Sir John Norman sembra aver modificato l'uso stabilito raggiungendo Westminster via fiume. Dal 1639 al 1655 lo spettacolo scomparve a causa dell'opposizione puritana. Con la Restaurazione, il corteo venne ripristinato, ma delle pause occorsero durante gli anni della peste e dell'incendio fuoco, e nel 1683 quando scoppiò una lite tra Carlo II ed il governo cittadino, terminando con l'abrogazione temporanea dello statuto.
Nel 1711 un incidente accadde durante lo spettacolo: il Lord Sindaco sir Gilbert Heathcote cadde da cavallo, rompendosi una gamba. L'anno successivo un cocchio fu, di conseguenza, provvisto per la parata. Nel 1757, il cocchio fu sostituito da un equipaggio dorato ed elaboratamente decorato che costò 1065 £ e che venne usato fino al 1896, quando fu sostituito da una sua replica.